# 廖安邦
廖安邦（1900年—1968年），原名广坤，号彦之，男，河南罗山人，中国军事人物，曾任民革河北省委副主任委员，第二、三、四届全国政协委员。